# Paul Malvern
Paul William Malvern (Portland, 28 giugno 1902 – Los Angeles, 29 maggio 1993) è stato un produttore cinematografico e attore statunitense.

## Filmografia parziale

### Produttore
- Il cavaliere del destino (Riders of Destiny) (1933)
- Il giustiziere del West (Sagebrush Trail) (1933)
- West of the Divide (1934)
- La valle dell'oro (The Lucky Texan) (1934)
- Il cavaliere muto (Randy Rides Alone) (1934)
- La valle del terrore (The Star Packer) (1934)
- La traccia infernale (The Trail Beyond) (1934)
- Sotto i cieli dell'Arizona ('Neath the Arizona Skies) (1934)
- La frontiera senza legge (The Lawless Frontier) (1934)
- L'invincibile dello Utah (The Man from Utah) (1934)
- Acciaio blu (Blue Steel) (1934)
- I gangsters del Texas (Texas Terror) (1935)
- Cavaliere all'alba (The Dawn Rider) (1935)
- Paradise Canyon (1935)
- Rainbow Valley (1935)
- Un sentiero nel deserto (The Desert Trail) (1935)
- Verso il West! (Westward Ho) (1935)
- Uomini e lupi (Wolf Call) (1939)
- Al di là del mistero (House of Frankenstein) (1944)
- Alì Babà e i 40 ladroni (Ali Baba and the Forty Thieves) (1944)
- La casa degli orrori (House of Dracula) (1945)

### Attore
- Il ladro di Bagdad (The Thief of Bagdad), regia di Raoul Walsh (1924) - non accreditato
- Gun-Hand Garrison, regia di Edward Gordon (1927)
- Trail Riders, regia di J.P. McGowan (1928)